# Jîvaciv, Tlumaci
Jîvaciv (în ucraineană Живачів) este o comună în raionul Tlumaci, regiunea Ivano-Frankivsk, Ucraina, formată numai din satul de reședință.

## Demografie
Componența lingvistică a comunei Jîvaciv
     Ucraineană (99,82%)
     Alte limbi (0,18%)
Conform recensământului din 2001, majoritatea populației comunei Jîvaciv era vorbitoare de ucraineană (99,82%), existând în minoritate și vorbitori de alte limbi.